# Sternopatagus
Sternopatagus is een geslacht van zee-egels uit de familie Calymnidae.

## Soorten
- Sternopatagus sibogae de Meijere, 1904